# Samsung Galaxy Z Flip
Galaxy Z Flipは、Samsung Electronicsが設計、製造、開発、発表、発売した折りたたみ式スマートフォンである。その存在は2020年2月9日に開催された第92回アカデミー賞の広告で初めて正式に明らかにされ、2020年2月11日（現地時間）にアメリカ・サンフランシスコで開催された「Galaxy UNPACKED 2020」にて、Galaxy S20｜S20+｜S20 Ultraなどとともに正式発表された。グローバル発売は2020年2月14日。Galaxy Z Flip 5Gは2020年8月5日に開催されたGalaxy UNPACKEDの14日前である2020年7月22日（日本時間）にGalaxy Z Flipの5Gに対応したバージョンとして発表された。

## 画像

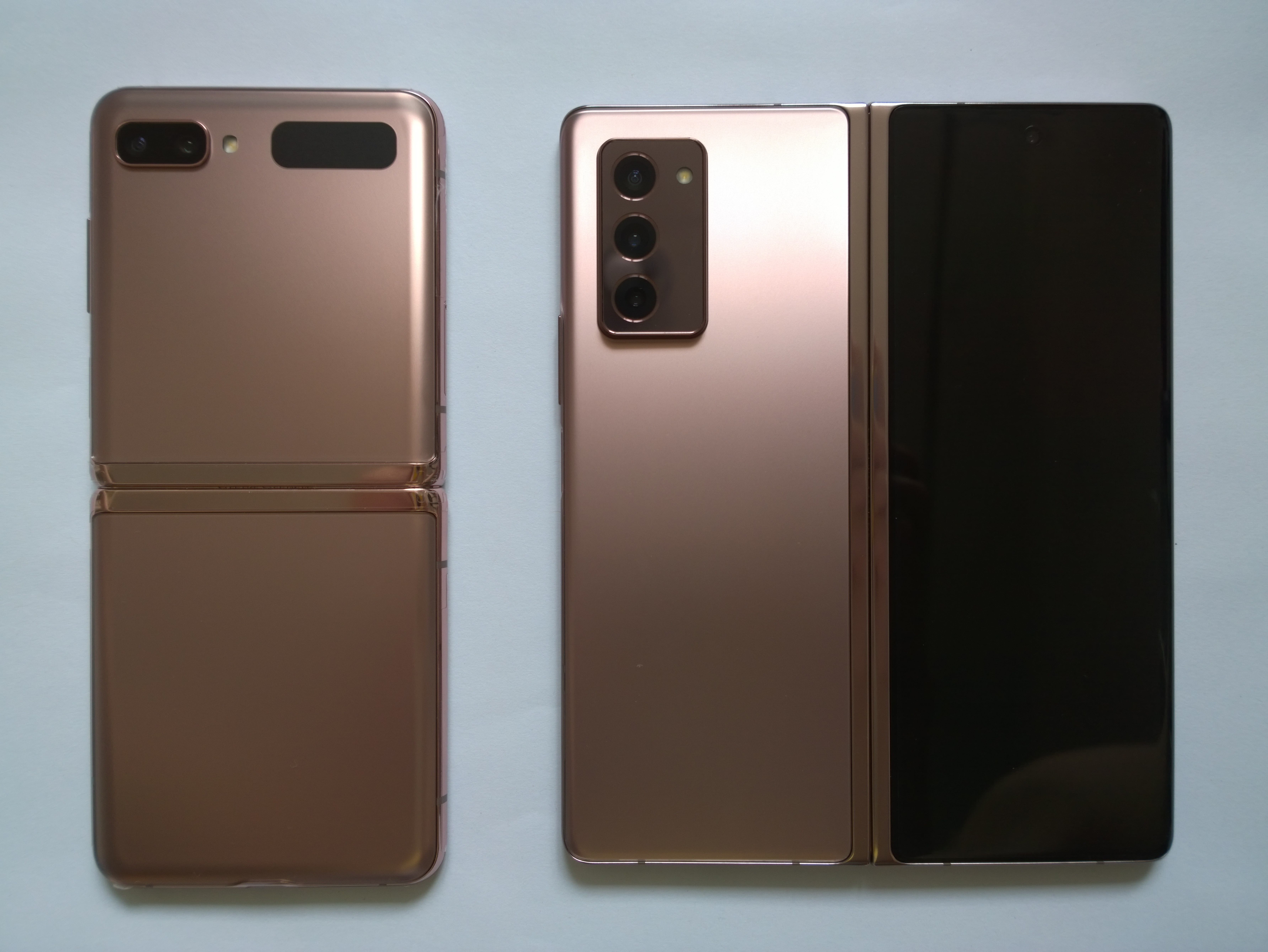
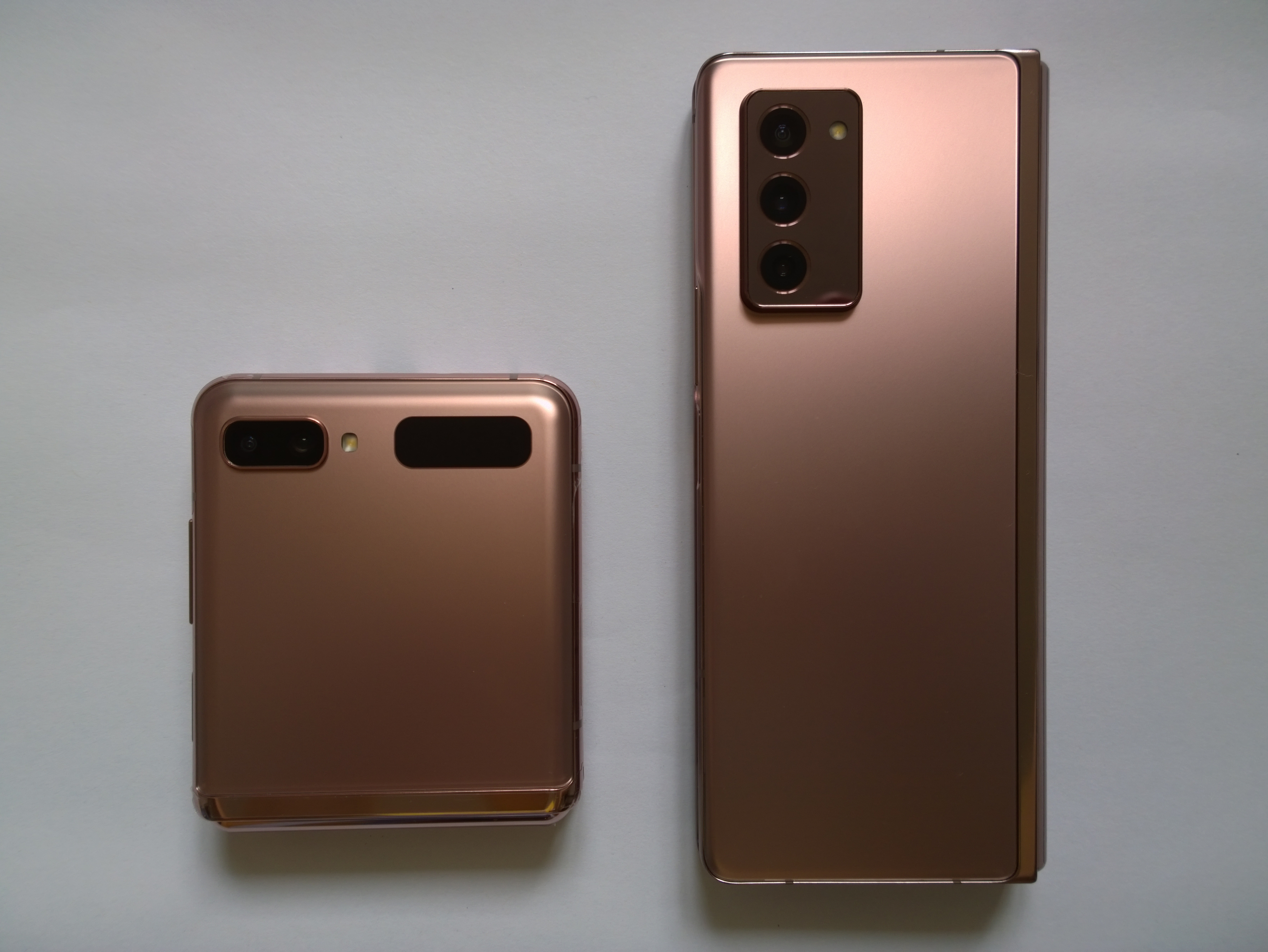
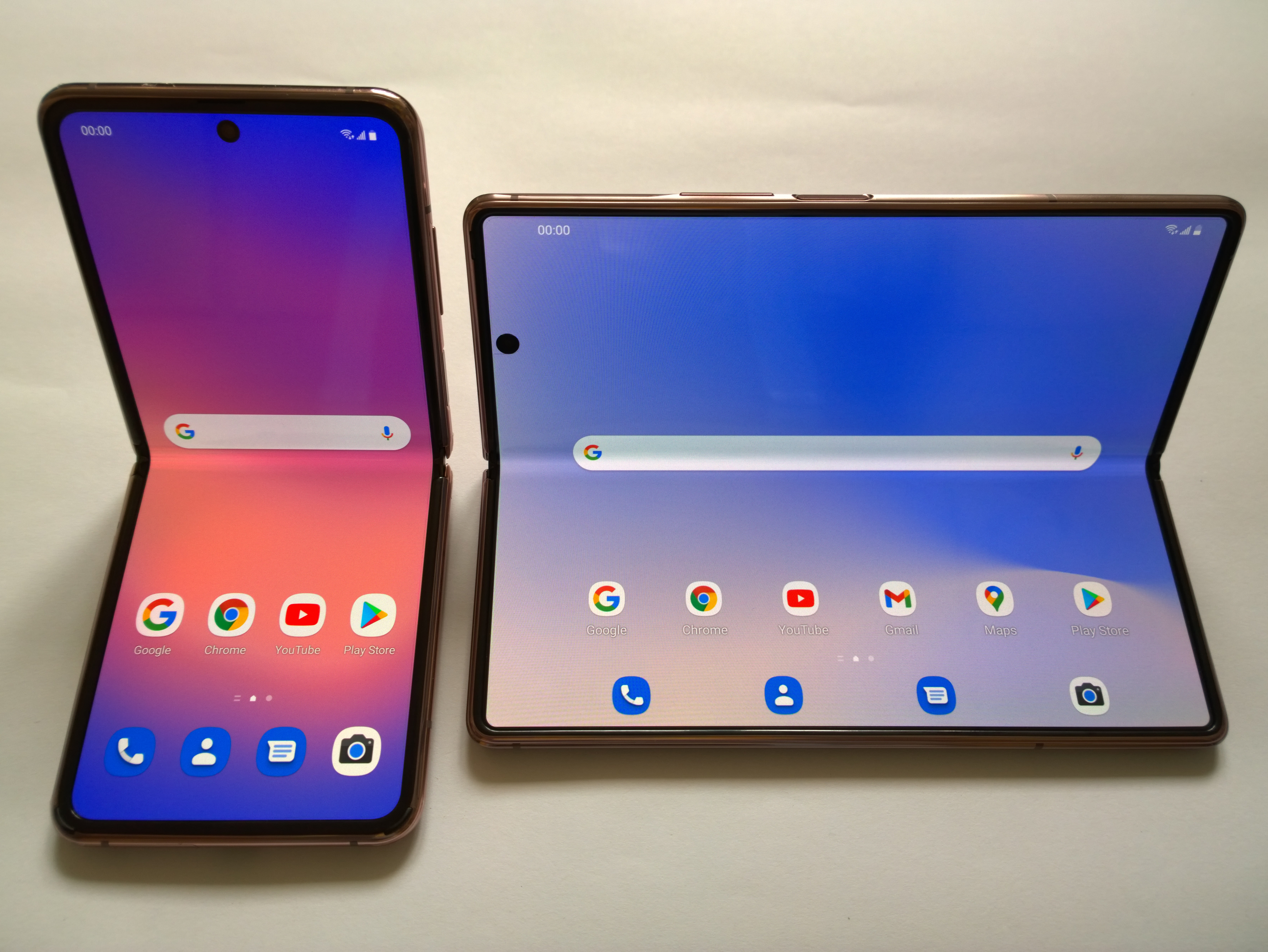
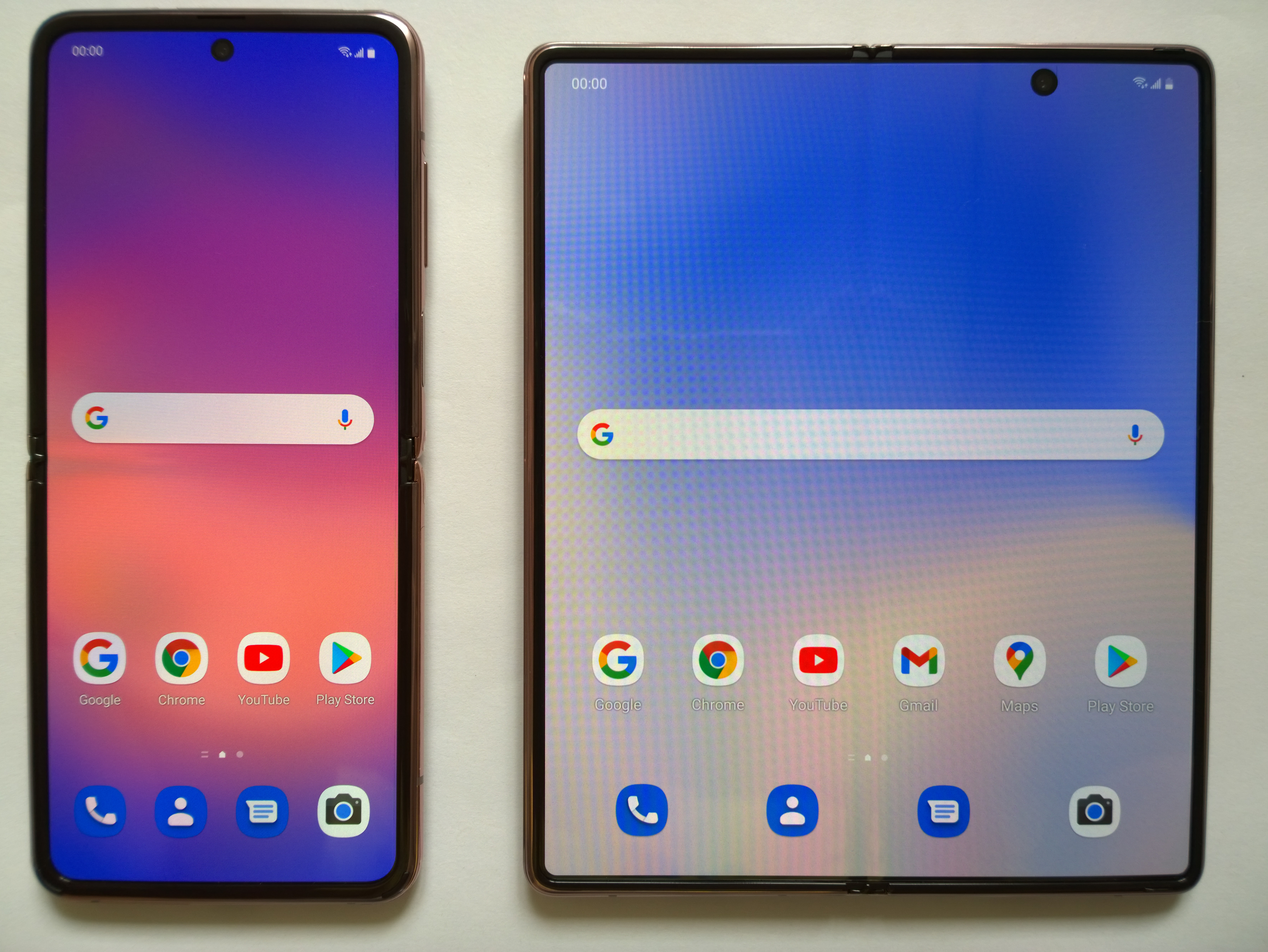

## 仕様

### ハードウェア

#### ディスプレイ
開いたときに使用するメインディスプレイと閉じている状態で使用するサブディスプレイがある。メインディスプレイは、6.7インチでHDR10+に対応した有機EL「Dynamic AMOLED」、サブディスプレイは1.1インチの有機EL「Super AMOLED」。メインディスプレイは、パンチホールカメラを画面上部中央に配置した「Infinity-O Display」となっている。また、メインディスプレイには折りたたみスマートフォンとしては初めてガラスが使われている。折れ曲がるガラスには、極薄の「Ultra Thin Glass」（UTG）を採用。直接手が触れる面にはプラスチック保護層があり、その下にUTGが配置されている。

#### チップセット
チップセットは、Qualcomm Snapdragon 855+。（Galaxy Z Flip 5Gは、Qualcomm Snapdragon 865+。）今回Exynos搭載モデルは発表されていない。

#### メモリとストレージ
8GBのRAM、256GBのROMを搭載。microSDカードには非対応。

#### バッテリーと充電・給電
3300mAhのデュアルバッテリーを搭載する。ケーブル充電とワイヤレス充電の両方でFast Chargingに対応する。また、ワイヤレス充電対応のスマートフォン、スマートウォッチ、ワイヤレスイヤホンに給電を行える「ワイヤレスパワーシェア」機能も搭載している。

#### カメラ
リアカメラは超広角と広角のデュアル構成。超広角カメラは約123°の視野角での撮影が可能。また、4K UHD、HDR10+の動画撮影、スーパー手ブレ補正、写真/動画の背景ぼかし（ライブフォーカス）、ナイトモードに対応する。Flexモードでは、折り曲げ角度をつけテーブルなどに置いて、写真撮影することが可能。セルフィーやナイトハイパーラプスを撮影する際に机などに置くとブレが少なくなるほか、UIも自動で変更される。

#### デザイン
デザインテーマは、「A Brand New Vide」。デザインは、化粧品メーカーのランコムとの共同開発。ディスプレイ面は、フレームを削ぎ落とした「Infinity-O Display」となっている。指紋認証センサーは側面に配置されている。カラーはミラーパープル、ミラーブラック、ミラーゴールド。「ミラー」の名称の通り、鏡面仕上げとなっている。また、ニューヨークのファッションデザイナーのThom Browneとのコラボレーションモデル「Galaxy Z Flip Thom Browne Edition」も発売する。新たな機構のヒンジ「Hideaway Hinge」は、ホコリやチリなどへの対策を一層強化している。なお、カラーについては#カラーバリエーションも参照。

#### 音響
Dolby Atmosに対応したモノラルスピーカーを搭載する。3.5mmイヤホンジャックは搭載されていない。

#### セキュリティ
指紋認証と顔認証に対応する。また、端末はKnoxシステムによって保護される。

### ソフトウェア
Android 10、One UI 2を搭載する。Googleとのパートナーシップによって、折りたたみスマートフォンとしての展開時ユーザーインターフェイス（UI）は最適化されている。その他、GoogleとのパートナーシップによってGoogle Duoで角度をつけて机などに置いて通話する機能や折りたたんだ状態でYouTubeの視聴がしやすくなるなどの機能が利用できる。

## カラーバリエーション
- グローバルカラー
グローバル発表時に発表された、全世界市場向けカラー。
- 販売国限定カラー
グローバル発表時に発表された、一部の国と地域向けカラー。
- グローバル追加カラー
多くの市場向けに、追加で発表されたカラー。
- 地域限定追加カラー
一部の国と地域向けに追加が発表されたカラー。

| カラー | カラー名       | 販売状況         | 販売地域     | 日本発売 |
|        | ミラーパープル | グローバルカラー | 全世界       | ○ au     |
|        | ミラーブラック | グローバルカラー | 全世界       | ○ au     |
|        | ミラーゴールド | 販売国限定カラー | 一部国と地域 | ☓        |

| カラー | カラー | カラー | カラー | カラー | カラー名 | 販売状況         | 販売地域     | 日本発売                          |
|        |        |        |        |        | -        | 販売国限定カラー | 一部国と地域 | ○ オリジナルブランドでのSIMフリー |

| カラー | カラー名             | 材質           | 販売状況           | 販売地域 | 日本発売 |
|        | ミスティックブロンズ | つや消しガラス | グローバルカラー   | 全世界   | ○ au     |
|        | ミスティックグレー   | つや消しガラス | グローバルカラー   | 全世界   | ☓        |
|        | ミスティックホワイト | ガラス         | 地域限定追加カラー | 中国など | ☓        |

## グローバル展開

### 展開状況
Galaxy Z Flipのミラーパープルとミラーブラックはほとんどの国で展開されている。また、ミラーゴールドと、ニューヨークのファッションデザイナー「Thom Browne」とのコラボレーションモデル「Galaxy Z Flip Thom Browne Edition」は一部の国と地域で展開されている。

### コラボレーションやイベント

#### ファッションウィークでの登場
グローバル展開においては、2月12日にニューヨークファッションウィーク、2月14日にロンドンファッションウィーク、2月20日にミラノファッションウィーク、最後にパリファッションウィークにGalaxy Z Flipが登場し、ファッション性をアピールしている。

#### Galaxy Z Flip Thom Browne Edition
ニューヨークのファッションデザイナー「Thom Browne」とコラボレーションしたモデル。シルバーの下地に、紺、白、赤のライン（トリコロールの装飾）が並んでいる。限定デザインのGalaxy Watch Active2やGalaxy Buds+、ケースなども付属する。また、搭載されているテーマや壁紙、着信音などもThom Browne限定仕様となっている。

#### Ashley Williams × Galaxy Z Flip
イギリスのファッションデザイナー「Ashley Williams」がデザインしたGalaxy Z Flip向けマイクロバッグがイギリスなど一部国と地域で発売されている。

#### Lancôme × Galaxy Z Flip
Galaxy Z Flipのデザイン、設計には化粧品ブランドのランコムが参加している。折りたたんだ形のデザインは、ファンデーションや財布の形状にインスパイヤされている。

#### その他
国によって、Ling WuやVogueとのコラボケース、コラボバッグなども発売している。

## 日本での展開
Galaxy Z FlipはKDDI（au、沖縄セルラー電話連合）が、SCV47として独占的に展開する。日本では異例であるが、グローバル発表の直後に日本での発売が発表された。2020年2月18日から予約開始、2020年2月28日から発売。au、沖縄セルラー電話（各au）全店、au Online Shop、au取り扱い店、Galaxyのショールーム「Galaxy Harajuku」で販売。
Galaxy Z Flip Thom Browne Editionは2020年5月12日に日本での発売が発表され、5月13日に予約開始。5月15日に販売開始。国内初となるオリジナルブランドでのSIMフリーで展開される。予約は、Galaxyのホームページと「Thom Browne」青山店への電話で受け付ける。台数限定で仕様は外観デザイン等もグローバル版と同じ。予約が開始された5月13日に初回納入分、翌日5月14日に追加納入分の受付が好評により終了した。5月15日の発売日には、店頭販売分を含む全販売分が完売した。
Galaxy Z Flip Thom Browne Edition販売店舗
Galaxy Harajuku、Thom Browne青山、Thom Browne阪急メンズ東京店、Thom Browne伊勢丹新宿店メンズ館、Thom Browne渋谷パルコ、Thom Browne DOVER STREET MARKET 銀座、Thom Browne阪急メンズ大阪、Thom Browne阪急うめだ本店、Thom Browne大丸心斎橋、Thom Browne名古屋栄三越